# Planetarium (альбом)
Planetarium — совместный студийный альбом американского автора-исполнителя и мультиинструменталиста Суфьяна Стивенса, Bryce Dessner, Нико Мьюли и James McAlister, изданный 24 марта 2017 года на студии 4AD Records.

## Отзывы
| Совокупная оценка | Совокупная оценка |
| Источник          | Оценка            |
| ----------------- | ----------------- |
| AnyDecentMusic?   | 7.1/10            |
| Metacritic        | 72/100            |
| Оценки критиков   |                   |
| Источник          | Оценка            |
| AllMusic          | [ 4 ]             |
| The A.V. Club     | C+                |
| The Guardian      | [ 6 ]             |
| The Independent   | [ 7 ]             |
| Mojo              | [ 8 ]             |
| The Observer      | [ 9 ]             |
| Pitchfork         | 6.0/10            |
| Q                 | [ 11 ]            |
| The Times         | [ 12 ]            |
| Uncut             | 8/10              |

Альбом получил в целом положительные отзывы музыкальных критиков и интернет-изданий. На агрегаторе рецензий Metacritic Aporia получил средневзвешенный балл 72 из 100 на основе отзывов 21 критика, что свидетельствует о «в целом благоприятном» приеме.
Критик The Guardian Кейт Хатчинсон назвала Planetarium «захватывающей, небесной космическая оперой» и посоветовала «наслаждаться им лучше всего громко, непременно в живой обстановке». Китти Эмпайр из The Observer написала, что альбом своим «величием и… значительным цифровым хаосом» напомнил электронную музыку альбома Стивенса 2010 года The Age of Adz. Джозеф Матье из Exclaim! высоко оценил музыкальное разнообразие альбома и отметил, что он «делает справедливость в отношении Солнечной системы почти всеми мыслимыми звуками».
В своей рецензии для Uncut Джейсон Андерсон нашел, что Planetarium успешно синтезирует «классические начинания» Десснера и Мули с «авантюрным попсовым мастерством» Стивенса, отметив способность последнего затрагивать «разнообразные темы, перспективы и методы обработки, не теряя при этом своей концентрации». Кейли Хьюз из Consequence of Sound больше всего впечатлили «глубоко личные, приземлённые истории», содержащиеся в текстах Стивенса.

## Список композиций
Слова и музыка всех песен — Bryce Dessner, James McAlister, Nico Muhly, и Sufjan Stevens.
| №                   | Название            | Длительность |
| ------------------- | ------------------- | ------------ |
| 1.                  | «Neptune»           | 3:04         |
| 2.                  | «Jupiter»           | 7:10         |
| 3.                  | «Halley's Comet»    | 0:30         |
| 4.                  | «Venus»             | 4:42         |
| 5.                  | «Uranus»            | 6:51         |
| 6.                  | «Mars»              | 7:08         |
| 7.                  | «Black Energy»      | 5:25         |
| 8.                  | «Sun»               | 3:59         |
| 9.                  | «Tides»             | 0:58         |
| 10.                 | «Moon»              | 3:42         |
| 11.                 | «Pluto»             | 4:23         |
| 12.                 | «Kuiper Belt»       | 2:04         |
| 13.                 | «Black Hole»        | 0:33         |
| 14.                 | «Saturn»            | 3:51         |
| 15.                 | «In the Beginning»  | 1:17         |
| 16.                 | «Earth»             | 15:10        |
| 17.                 | «Mercury»           | 5:12         |
| Общая длительность: | Общая длительность: | 75:59        |

## Чарты
| Чарт (2017)                              | Высшая позиция |
| ---------------------------------------- | -------------- |
| Бельгия/Фландрия (Ultratop)              | 89             |
| Бельгия/Валлония (Ultratop)              | 117            |
| Нидерланды (Album Top 100)               | 77             |
| Франция (SNEP)                           | 148            |
| Германия (Offizielle Top 100)            | 82             |
| Новая Зеландия Heatseekers Albums (RMNZ) | 5              |
| Португалия (AFP)                         | 36             |
| Шотландия (Scottish Albums Chart)        | 55             |
| Швейцария (Schweizer Hitparade)          | 60             |
| Великобритания (UK Albums Chart)         | 92             |
| США (Billboard 200)                      | 104            |
| США (Billboard Top Alternative Albums)   | 12             |
| США (Billboard Independent Albums)       | 5              |
| США (Billboard Top Rock Albums)          | 20             |